# Zygmunt Zieliński (samorządowiec)
Zygmunt Zieliński (ur. 17 września 1917 w Wadowicach, zm. 30 stycznia 1997 w Skarszewach) – polski samorządowiec, sędzia piłkarski, nauczyciel. Burmistrz Skarszew i Kościerzyny.

## Życiorys
Urodzony w Wadowicach, kolega z podwórka Karola Wojtyły. Członek Strzelca. Przed II wojną światową związał się z Kościerzyną, gdzie pracował w tamtejszym starostwie (wydziale powiatowym). W okresie II wojny światowej pracownik drogowy w Oświęcimiu. Od 1945 członek PPR; był jednym z pierwszych działaczy tej partii na Pomorzu i w związku z tym mianowany członkiem zarządu miejskiego w Kościerzynie i tamtejszej Powiatowej Rady Narodowej. Od sierpnia 1946 do września 1949 był burmistrzem Skarszew, następnie mianowany burmistrzem Kościerzyny, przez dwa miesiące łączył w swoim ręku obydwa stanowiska. Do jego najważniejszych osiągnięć jako burmistrza Skarszew należało stworzenie systemu kanalizacyjnego, który w znaczącym stopniu poprawił stan sanitarny miasta. Zainicjował także prace nad odgruzowaniem miasta oraz jego oświetleniem.
Po 1949 nadal mieszkał w Skarszewach, gdzie poznał swoją przyszłą żonę Dorotę Zielińską, z domu Krasińską. Był jednym z pierwszych i najbardziej zasłużonych działaczy sportowych miasta po wojnie. Wraz z Pawłem Kammem, Janem Banachem i Sewerynem Tomaszewskim był założycielem klubu LZS Skarszewianka. Był jednym z inicjatorów przebudowy i modernizacji stadionu miejskiego w Skarszewach. Po powstaniu 1 stycznia 1976 roku Miejsko-Gminnego Ośrodka Kultury, Sportu i Rekreacji w Skarszewach był jego pierwszym dyrektorem. W l. 60. XX wieku był przewodniczącym Miejskiego Komitetu FJN.
Zygmunt Zieliński był zasłużonym sędzią piłkarskim – w swojej karierze był arbitrem ponad tysiąca spotkań ligowych. W 1980 roku został wyróżniony Złotą Odznaką Sędziego Honorowego PZPN. Ponadto został odznaczony Krzyżem Oficerskim Orderu Odrodzenia Polski. W 1954 został laureatem konkursu Urzędu Rady Ministrów na pamiętnik „Moje 10-lecie PRL-u”.
Od 1968 roku pracował jako nauczyciel w ZSZ Skarszewy. Ukończył Państwową Szkołę Higieny w Warszawie i Zaoczne Studium Ekonomii w Katowicach.
W 1979 roku przeszedł na emeryturę. Poświęcił się wówczas swojej pasji – malarstwu olejnemu.

## Życie prywatne
Miał pięcioro dzieci – Marek, Zdobysław, Olga, Danuta, Jacek.